# Operation Towpath
Die Operation Towpath (deutsch Operation Leinpfad) war eine geplante, aber nicht durchgeführte Operation des Southwest Pacific Area Kommandos von General Douglas MacArthur zur Besetzung des Westteils von Neubritannien. Sie sollte im Dezember 1943 während des Zweiten Weltkriegs im Pazifikkrieg durchgeführt werden.
Für die Operation waren die 2nd Marine Division unter dem Kommando von Generalmajor Julian C. Smith und die 3. neuseeländische Division unter dem Kommando von Generalmajor Harold E. Barrowclough vorgesehen.
Der strategische und operative Grund für das Vorhaben war, wie zum Abschluss der Operation Cartwheel geplant, die Eroberung des westlichen Gebiets von Neubritannien. Dort sollten Flugfelder gebaut werden, um die großen japanischen Stützpunkte und die umgebenden Flugfelder bei Rabaul am nordöstlichen Ende von Neubritannien aus kürzerer Reichweite zu bombardieren. Das Gleiche galt für den japanischen Stützpunkt bei Kavieng am nordwestlichen Ende von Neuirland.
Da die Joint Chiefs of Staff auf der Quebec-Konferenz im August 1943 aber entschieden Rabaul ohne Eroberungsversuch zu umgehen, wurde die Operation im November 1943 abgesagt. Am 22. September des Jahres war schon entschieden worden mit US-Streitkräften zwei Landungen im Süden und Nordwesten von Neubritannien durchzuführen: Im Süden zur Neutralisation des japanischen Stützpunkts bei Gasmata zum Schutz der Ostflanke für mögliche nachfolgende Operation und im Nordwesten bei Cape Gloucester zur Einnahme des dortigen japanischen Flugfelds. Die Operation Dexterity fand dann am 15. Dezember 1943 statt.